# Capilla de los Marineros
La capilla de los Marineros es un templo culto católico localizado en el barrio de Triana, en la ciudad de Sevilla, Andalucía, España. Es la sede de la Hermandad de la Esperanza de Triana.

## Historia
En 1758 la Cofradía de Nuestra Señora de la Esperanza tomó a tributo una parcela en la que había un par de casas de una capellanía vacante de la Parroquia de Santa Ana que había sido fundada por Sebastián Bernal. En el contrato se comprometieron a invertir en la parcela 10 000 reales en la construcción de su capilla y a pagar un tributo de tres reales anuales. Fue concluida en 1815. En su interior había cuatro retablos. En el retablo mayor se encontraba Jesús flanqueado por San Juan Evangelista y María Magdalena. En el lado de la epístola estaba Nuestra Señora de Guía y una Santa Cruz. También contaba con una Virgen en sus misterios dolorosos y una pequeña escultura de Jesús atado a la columna.
Tras la revolución liberal de 1868 la capilla fue incautada por el Estado. Las imágenes fueron llevadas a la cercana Iglesia de San Jacinto. En 1873 la capilla fue adquirida en subasta pública por los ingleses Francisco Augusto Bevan y Lewen Street Tugwell. Fue hecha iglesia anglicana, pasando luego por diversos usos, como teatro, cabaret, cine, almacén de corcho y de carbones. En 1917 fue vendida a Carlos Jorge Welton Niño, que el 8 de octubre de 1940 se la vendió a la Hermandad de la Esperanza de Triana por una cantidad simbólica.
En 1959 comenzaron las obras de reparación con un proyecto de Aurelio Gómez Millán. La bendición tuvo lugar en 1962 y el Viernes Santo de ese año la cofradía terminó su estación penitencial en su nueva sede.
En el año 2010 se iniciaron obras de ampliación, según proyecto arquitectónico de José Ramón Rodríguez Gautier, y gracias a la compra por parte de la hermandad de fincas adyacentes a la capilla. En la reforma integral del templo se incluyen dos nuevos retablos y modernos sistemas de seguridad para las imágenes. Tras las obras, el 29 de abril de 2010, la capilla fue bendecida por Juan José Asenjo Pelegrina, arzobispo de Sevilla.
El sacerdote José Sebastián y Bandarán, que recibió la Medalla de Oro de la hermandad en 1967 y que fue director espiritual de la hermandad, fue enterrado en esta capilla en 1987.

## Descripción

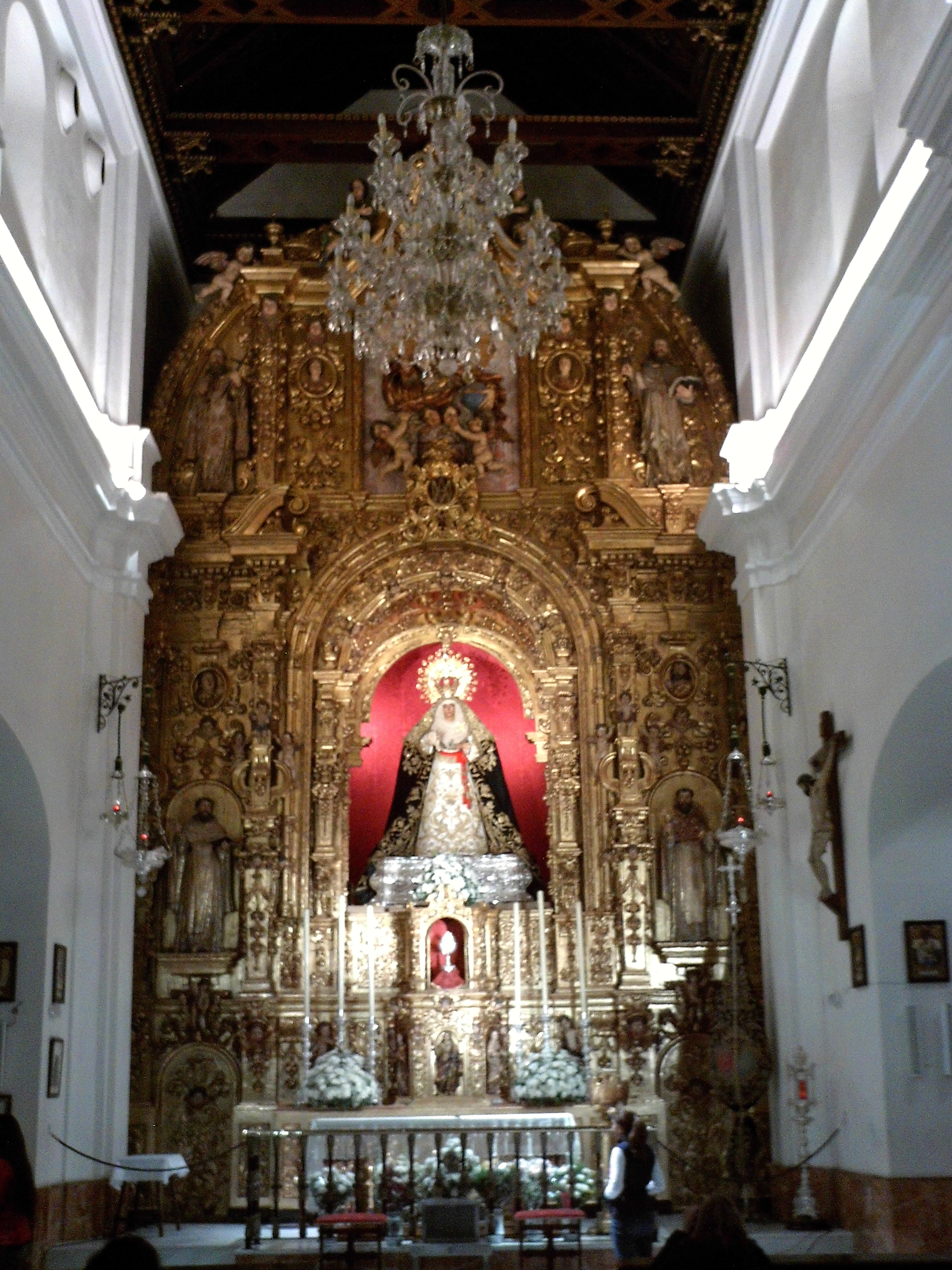
Retablo mayor de la capilla, con la Virgen de la Esperanza.

El templo consta de tres naves longitudinales y paralelas, aunque al exterior se hace visible una sola crujía. Sobre el pórtico de la capilla se encuentra en una hornacina la imagen de la Inmaculada Concepción, obra de Antonio Illanes Rodríguez en 1962, y tallada en barro cocido.
La nave central coincide en sus medidas con las de la primitiva capilla. Se cubre con un artesonado neomudéjar procedente del Colegio Villasís. El retablo mayor es barroco y procede del convento de la Merced de Osuna (Sevilla); se compone de dos cuerpos y tres calles, separadas cada una por estípites y con temas de hojarasca. El retablo mayor fue realizado en torno a 1775. En la parte central del retablo se encuentra la Virgen de la Esperanza. En el ático se localiza un relieve de Dios Padre y, en la puerta del sagrario, un Cristo Redentor.
Al lado de la nave del evangelio hay una nave más pequeña donde se encuentra la capilla del Sagrario. En este lugar hay un retablo de ebanistería neobarroca que acoge la imagen del Santísimo Cristo de las Tres Caídas, obra atribuida a Marcos Cabrera fechada en el primer tercio del siglo XVII.
Es el lado de la epístola se abre otra nave, en cuyo testero se levanta un nuevo retablo neobarroco con San Juan Evangelista, obra de Luis Álvarez Duarte. Otros dos retablos en esta nave están dedicados a las Ánimas del Purgatorio, con pintura de 1964 debida a José Antonio Rodríguez, y a Jesús de la Humildad y Paciencia, del siglo XVIII.

## Azulejos
En el mes de diciembre del 2012 se colocó el azulejo de la Esperanza de Triana, de la década de 1940, en el lado derecho de la capilla. Antes estaban en la Casa de los Artistas en la calle Covadonga. Fue realizado por la Fábrica El Carmen. El 31 de mayo de 2013 fue bendecido el nuevo azulejo del Cristo de las Tres Caídas en el lado izquierdo de la fachada de la capilla, con un marco similar al de la Esperanza. El azulejo del Cristo fue realizado por Emilio Sánchez Palacios.
|                                        |
| Azulejo del Cristo de las Tres Caídas. |

|                                    |
| Azulejo de la Esperanza de Triana. |